# Apiomorpha minor
Apiomorpha minor är en insektsart som först beskrevs av Walter Wilson Froggatt 1893.  Apiomorpha minor ingår i släktet Apiomorpha och familjen filtsköldlöss. Inga underarter finns listade i Catalogue of Life.